# جون باری (بازیگر اهل بریتانیا)
جون باری (انگلیسی: Joan Barry; ۵ نوامبر ۱۹۰۳ – ۱۰ آوریل ۱۹۸۹) یک هنرپیشه اهل انگلستان بود. وی بین سال‌های ۱۹۲۲ تا ۱۹۳۲ میلادی فعالیت می‌کرد.

## بخشی از فیلمشناسی
از فیلم‌ها یا برنامه‌های تلویزیونی که وی در آن نقش داشته‌است می‌توان به آثار زیر اشاره کرد.
- پایان خوش (فیلم ۱۹۲۵) (۱۹۲۵)
- باج‌گیری (فیلم ۱۹۲۹) (۱۹۲۹)
- آتلانتیک (فیلم) (۱۹۲۹)
- غنی و غریب (۱۹۳۱)